# Morrisville (Nueva York)
Morrisville es una villa ubicada en el condado de Madison en el estado estadounidense de Nueva York. En el año 2000 tenía una población de 2,148 habitantes y una densidad poblacional de 719 personas por km².

## Geografía
Morrisville se encuentra ubicada en las coordenadas 42°53′55″N 75°38′52″O / 42.89861, -75.64778.

## Demografía
Según la Oficina del Censo en 2000 los ingresos medios por hogar en la localidad eran de $34,375, y los ingresos medios por familia eran $50,536. Los hombres tenían unos ingresos medios de $29,028 frente a los $24,643 para las mujeres. La renta per cápita para la localidad era de $8,983. Alrededor del 19.7% de la población estaban por debajo del umbral de pobreza.